# Tetragoneura cautinensis
Tetragoneura cautinensis är en tvåvingeart som beskrevs av Duret 1984. Tetragoneura cautinensis ingår i släktet Tetragoneura och familjen svampmyggor. Inga underarter finns listade i Catalogue of Life.